# Alaincourt-la-Côte

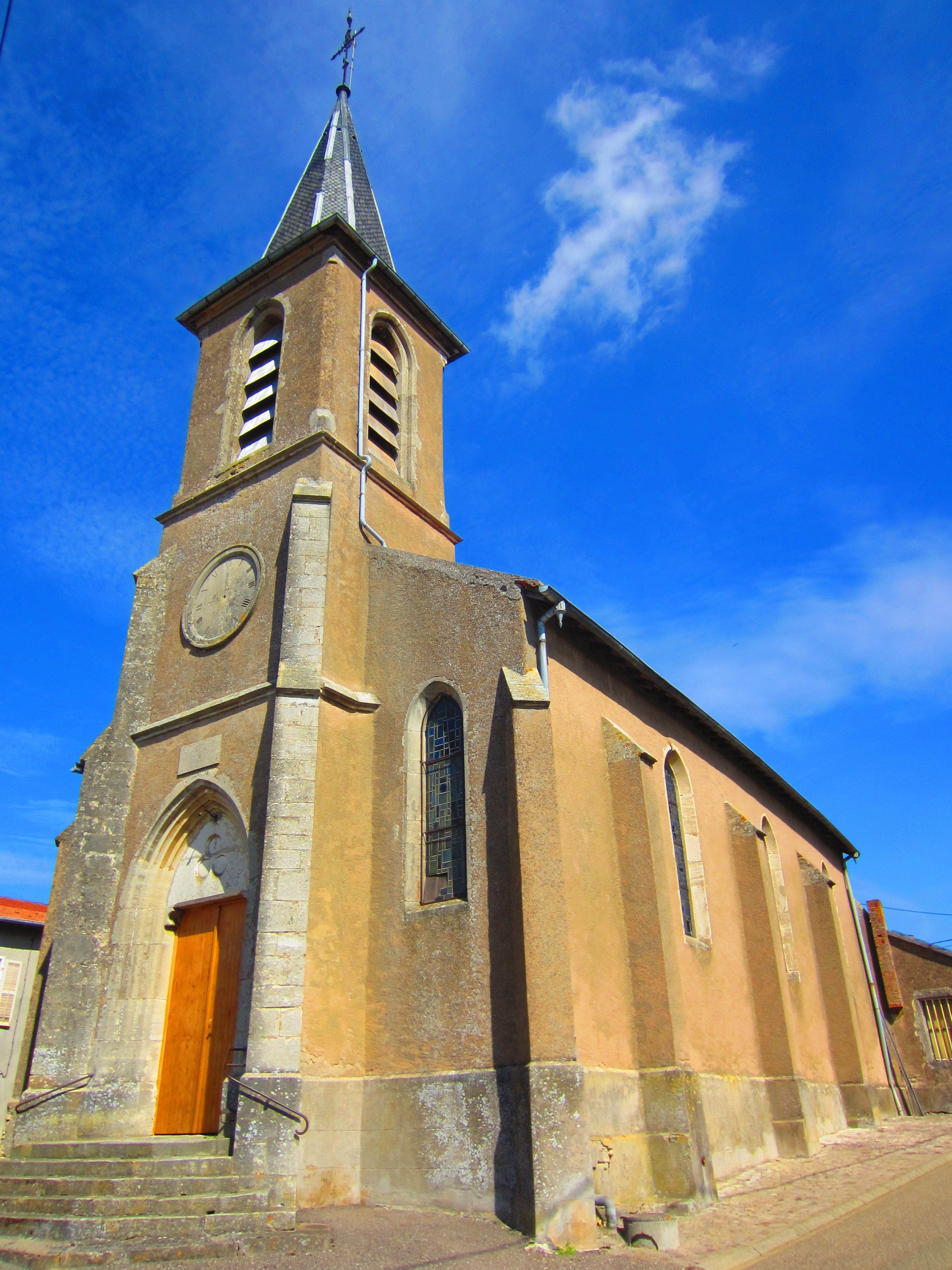
Kirche St. Côme und St. Damien

Alaincourt-la-Côte ist eine französische Gemeinde mit 168 Einwohnern (Stand 1. Januar 2022) im Département Moselle in der Region Grand Est (bis 2015 Lothringen). Sie gehört zum Arrondissement Sarrebourg-Château-Salins, zum Kanton Le Saulnois und zum Kommunalverband Saulnois.

## Geographie
Alaincourt-la-Côte liegt in Lothringen im Saulnois (Salzgau), etwa 30 Kilometer südöstlich von Metz, 16 Kilometer nordwestlich von Château-Salins und vier Kilometer westlich von Delme auf einer Höhe zwischen 195 und 399 Metern über dem Meer. Das Gemeindegebiet an der Grenze zum Département Meurthe-et-Moselle umfasst 4,14 km². 
Nachbargemeinden sind Foville, Liocourt, Xocourt, Puzieux, Craincourt und Thézey-Saint-Martin. An der südlichen Gemeindegrenze verläuft das Flüsschen Saint-Jean.

## Geschichte
In der Nähe verlief die Römerstraße von Metz (Divodurum) nach Delme (Duodecimum). Der Ort wurde schon 1392 genannt und gehörte früher zum Bistum Metz. Zusammen mit Delme wurde die Ortschaft 1661 von Herzog Karl IV. von Lothringen (1604–1675) im Rahmen des Friedens von Vincennes dem Königreich Frankreich unter Ludwig XIV. (1638–1715) überlassen.
1793 erhielt Alaincourt-la-Côte (als Alaincourt) im Zuge der Französischen Revolution (1789–1799) den Status einer Gemeinde und 1801 (als Alincourt) das Recht auf kommunale Selbstverwaltung. Es gehörte von 1801 bis 1871 zum früheren Département Meurthe, das 1871 in Département Meurthe-et-Moselle umbenannt wurde. 
Durch den Frankfurter Frieden vom 10. Mai 1871 kam die Region an das deutsche Reichsland Elsaß-Lothringen, und das Dorf wurde dem Kreis Château-Salins im Bezirk Lothringen zugeordnet. Die Dorfbewohner betrieben Getreidebau und Viehzucht.
Nach dem Ersten Weltkrieg musste die Region aufgrund der Bestimmungen des Versailler Vertrags 1919 an Frankreich abgetreten werden und wurde Teil des Département Moselle.  Im Zweiten Weltkrieg war die Region von der deutschen Wehrmacht besetzt.
Alaincourt-la-Côte gehörte als französischsprachige Ortschaft zu den 247 letzten Gemeinden, deren Name am 2. September 1915 eingedeutscht wurde. Der Name wurde in Allenhofen geändert und war bis 1919 offizieller Ortsname.

### Bevölkerungsentwicklung
| Jahr      | 1962 | 1968 | 1975 | 1982 | 1990 | 1999 | 2007 | 2019 |
| Einwohner | 92   | 110  | 82   | 85   | 82   | 91   | 128  | 156  |

## Wappen
Das Wappen der Gemeinde erinnert an die Bedeutung des Herzogtums Lothringen, dessen Wappen drei silberne Alérions (Adler) enthält. Das Gemeindewappen stellt zwei silberne Alérions auf rotem Grund dar, zwischen denen sich ein silberner Pfahl befindet, der die Militärstraße darstellt, die nach 1661 durch Alaincourt-la-Côte führte.

## Wirtschaft und Infrastruktur
Das Bild des Ortes ist von Weiden und Äckern geprägt. Haupterwerbszweige in Alaincourt-la-Côte sind Handel und Landwirtschaft (Getreideanbau).